# Vík í Mýrdal
Vík í Mýrdal (is. "zatoka bagiennej doliny") – miejscowość w południowej Islandii, nad Oceanem Atlantyckim, w gminie Mýrdalshreppur (regionie Suðurland), około 180 km od Reykjavíku. Na początku 2018 roku zamieszkiwało ją nieco ponad 400 osób.
Ważną atrakcją turystyczną tej okolicy jest lodowiec Mýrdalsjökull, a także populacje maskonurów na pobliskich wybrzeżach.